# 瑞克·史坦頓
李察·威廉·史坦頓，MBE，GM（1961年—），英國男洞穴潛水員，專門透過洞穴救援組織和英國探洞協會從事救援。史坦頓被譽為「世上成功洞穴潛水員一員」、「英國洞穴潛水顏面」以及「歐洲最佳洞穴潛水員」。居住考文垂多年的史坦頓退休前曾在西米德蘭茲消防局擔任消防員二十五年。2018年在睡美人洞救援行動中擔任關鍵人物，為此被授予平民英勇榜的喬治獎章。

## 早期生活
瑞克·史坦頓1961年生於埃塞克斯郡艾坪森林。他對洞穴潛水的興趣歸因於十幾歲時觀看的電視節目《地下艾格峰》，「看完之後，我才瞭解洞穴潛水很適合我。」他就讀阿斯頓大學時加入了探洞和潛水俱樂部。為此開始在坎布里亞和蘭開夏的盧恩河自學潛水。
史坦頓居住考文垂多年，退休前曾在西米德蘭茲消防局擔任消防員二十五年。

## 探洞和救援

### 救援行動
史坦頓常與搭檔約翰·瓦倫坦一起進行洞穴潛水和救援。2004年，他參與阿爾帕薩洞穴救援，營救了受困墨西哥阿爾帕薩（Alpazat）洞穴八天的六名英國洞穴探險者。2010年參加了在法國阿尔代什省维拉克堡附近的高德洞穴錶帶（Dragonnière Gaud Cave）嘗試營救艾瑞克·埃斯塔布利（Eric Establie）的團隊，但最終沒有成功。隔年，史坦頓協助從愛爾蘭基爾塔的波洛諾拉（Pollonora）洞穴中找回波蘭洞穴潛水員亞瑟·科茲沃夫斯基的屍體。2014年，挪威當局請求他協助從地橋洞打撈兩名芬蘭潛水員的屍體，但史坦頓和同事在潛入該地點後，認為這次行動風險太大。此前2006年他曾在此進行過另一次打撈行動。
2018年，史坦頓在睡美人洞救援行動中協助找到受困的一支少年足球隊。功成身退後，他認為自己和其他參與的洞穴潛水員都不是英雄：「我們只是在施展一項非常獨特的技能組合，通常用來滿足我們自身的利益，有時也能用以回饋社會。」史坦頓後來表示：「你可以說這是我為一項沒有人認真對待的荒謬少數活動所獻身的理由，我為我們所行之舉感到非常自豪。」

### 記錄
2004年，史坦頓和瓦倫坦在英國森麻實郡洞穴伍基洞穴潛水76米（249英尺），該深度創下世界紀錄。2010年，兩人和傑森·馬林遜（Jason Mallinson）、勒內·胡本（René Houben）在西班牙魯德龍河谷的藍井（Pozo Azul）洞穴中創造了最長洞穴穿透潛水的世界紀錄：8,800米（28,900英尺）。

### 裝備
身為技術潛水員的史坦頓開發了自己的潛水裝備，且效能良好。他開發了兩個閉路循環呼吸器裝置；這項新技術「對他在世界各地實現洞穴潛水深度記錄至關重要」。一項修改是允許將循環呼吸器佩戴在身體一側，而不是胸部或背部，有利於讓人通過較小的空間。他製作了自己設計原型並在游泳池中進行測試，然後在洞穴中使用。
他還會使用潛水推進器來更有效地潛水、在更遠的距離移動，同時節省能源和氧氣供應。

## 榮譽
史坦頓被稱為「世上成功洞穴潛水員一員」、「英國洞穴潛水顏面」以及「歐洲最佳洞穴潛水員」。
2008年，史坦頓憑藉「對先進和技術潛水的重大貢獻」而獲得「研討會潛水員獎」（Diver of the Conference Award）。他在法國洞穴中營救一名潛水員的嘗試，並協助確定了該潛水員屍體的位置，藉此贏得了2012年皇家人道協會銅牌。2012年，史坦頓還獲得了西米德蘭茲消防局嚮往獎（Aspire Awards）的「年度英雄」（Hero of the Year）榮譽。
他在2013年因「為地方政府服務」而在新年榮譽上獲頒員佐勳章（MBE）。
2018年11月，史坦頓和英國洞穴救援隊的其他五名成員因睡美人洞救援行動而獲得了該年英國驕傲獎的「傑出勇敢」（Outstanding Bravery）獎。獲救的少年們也參加了在倫敦舉行的頒獎典禮。12月28日，史坦頓和瓦倫坦還藉此獲得2019年新年榮譽平民英勇榜的喬治獎章（GM）。他們團隊的另外三名成員被任命為MBE，兩人被授予女王英勇勳章。
2021年11月21日，大不列顛和愛爾蘭探險者俱樂部分會（Great Britain and Ireland Explorers Club Chapter）主席兼探險家馬克·伍德（Mark Wood）授予史坦頓一枚章幣，以表彰他在2018年泰國洞穴救援中所發揮的作用。

## 個人生活
史坦頓住在考文垂。

## 流行文化
史坦頓在2022年電影《十三條命》中由維果·莫天森扮演，該片改編自2018年睡美人洞救援行動。

## 外部連結
- YouTube上的《進入黑暗中》（Into the Darkness），關於史坦頓和約翰·瓦倫坦在義大利北部洞穴潛水的紀錄片